# 나라타주
《나라타주》(ナラタージュ, Narratage)는 일본에서 제작된 유키사다 이사오 감독의 2017년 멜로/로맨스, 드라마 영화이다. 마츠모토 준 등이 주연으로 출연하였고 오가와 신지 등이 제작에 참여하였다.

## 출연

### 주연
- 마츠모토 준
- 아리무라 카스미
- 사카구치 켄타로

### 조연
- 이치카와 미카코
- 세토 코지
- 오오니시 아야카
- 후루타치 유타로
- 카미오카 미키
- 코마키네 류스케
- 카네코 다이치

## 기타
- 원작자: 시마모토 리오